# 丸岡大介
丸岡 大介（まるおか だいすけ、1980年9月13日 - ）は、日本の小説家である。新潟県生まれ、静岡県在住。

## 経歴
早稲田大学第一文学部フランス文学専修卒業。編集プロダクション勤務を経てフリーになる。2009年、第52回群像新人文学賞を「カメレオン狂のための戦争学習帳」で受賞。

## 作品

### 単行本
- 『カメレオン狂のための戦争学習帳』（2009年7月、講談社）
  - 初出：『群像』2009年6月号

### 雑誌掲載
- 深海（『群像』2010年4月号）
- 柏崎…日本海漂流記（『すばる』2010年5月号）
  - 紀行文